# Enrique Vico Carré
 Enrique Vico Carré  ( Chile, 1900 ) fue un actor y director de cine.Comenzó a actuar en el cine mudo de su país natal y luego filmó en España. Más adelante trabajó en películas de Chile y de Argentina, país donde además hizo cine publicitario y fue asistente de Luis César Amadori. 

## Filmografía
Director
- Llampo de sangre (1954) (Chile)

Actor
- Un gaucho con plata (1970)
- La muerte flota en el río (1956)
- La Tierra del Fuego se apaga (1955)
- Piantadino (1950)
- Almafuerte (1949)
- Un marido ideal (1947)
- Tres millones... y el amor (1946)
- El alma en un tango (1945)
- Soy un infeliz (1946)
- La novia de los forasteros (1942)
- Mar del Plata ida y vuelta (1942)
- En el viejo Buenos Aires (1942)
- La mentirosa (1942)
- Malambo (1942)
- Locos de verano (1942)
- 27 millones (1942)
- P'al otro lado (Chile) (1942)
- Petróleo (1940)
- Azahares rojos (1940)
- La modelo de la calle Florida (1939)
- Nuestra tierra de paz (1939)
- Patricio miró a una estrella (1938) (España).... Otro Director
- Romanza rusa (cortometraje) (España) (1935)
- La hermana San Sulpicio (España) (1934)
- La traviesa molinera (1934) (España)
- Manuel Rodríguez (1920) (Chile)

Guionista
- Apasionadamente (1944)

Argumentista
- Buenos Aires a la vista (1950)

Encuadre
- El Zorro pierde el pelo (1950)

Asistente de Dirección
- La hermana San Sulpicio (1934)
- El seductor (1950)

Editor
- El Zorro pierde el pelo (1950)

## Televisión
Director y guionista en televisión
- Mañana puede ser verdad Episodio 
  - El hombre que perdió su risa (1962)